# Thomas Bauernhansl

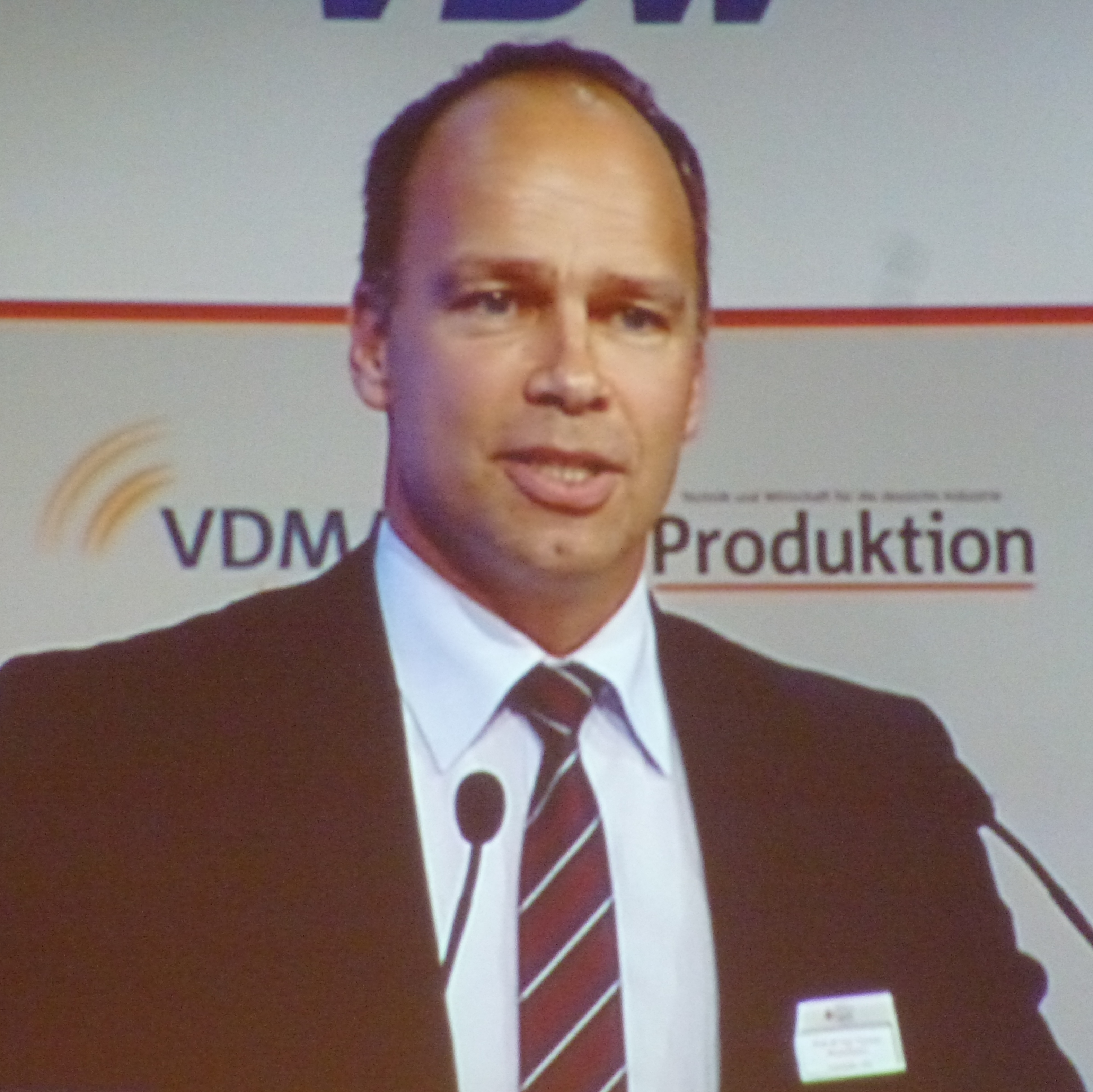
Thomas Bauernhansl 2012

Thomas Bauernhansl (* 3. Dezember 1969 in Miltenberg) ist Professor für Produktionstechnik und Fabrikbetrieb. Er ist seit September 2011 Leiter des Instituts für Industrielle Fertigung und Fabrikbetrieb (IFF) der  Universität Stuttgart und Leiter des Fraunhofer-Instituts für Produktionstechnik und Automatisierung IPA.

## Berufliche Laufbahn
Nach seinem Maschinenbaustudium an der RWTH Aachen war Thomas Bauernhansl von 1998 bis 2003 wissenschaftlicher Mitarbeiter am Lehrstuhl für Produktionssystematik des Laboratoriums für Werkzeugmaschinen und Betriebslehre (WZL) der RWTH Aachen. Von 1999 bis 2001 leitete Bauernhansl die Gruppe „Prozess- und Technologieplanung“ und von 2001 bis 2003 die Abteilungen „Integrierte Produktgestaltung“ sowie ab 2002 „Unternehmensentwicklung“. Im Juni 2002 promovierte er zum Dr.-Ing. mit dem Thema „Bewertung von Synergiepotenzialen im Maschinenbau“ bei Walter Eversheim.
Zwischen April 2003 – Juni 2003 arbeitete er bei Freudenberg & Co. als Assistent der Unternehmensleitung. Von Juli 2003 – Oktober 2003 war er bei der Freudenberg Anlagen- und Werkzeugtechnik GmbH Geschäftsführer für den Werkzeugbau, danach bis September 2007 Sprecher der Geschäftsführung. Von Oktober 2007 – bis Ende 2010 leitete er das Technology Center der Freudenberg Dichtungs- und Schwingungstechnik GmbH & Co. KG.
Von Januar 2011 – August 2011 war er Leiter Global Process Technology bei Freudenberg Sealing Technologies.
Seit September 2011 ist Thomas Bauernhansl in Nachfolge von Engelbert Westkämper Leiter des Instituts für Industrielle Fertigung und Fabrikbetrieb (IFF) der Universität Stuttgart und des Fraunhofer-Instituts für Produktionstechnik und Automatisierung IPA. Thomas Bauernhansl engagiert sich in zahlreichen Beiräten und Vorstandsgremien in Industrie, Verbänden, Forschung und Politik und ist Mitglied der WGP, der Wissenschaftlichen Gesellschaft für Produktionstechnik und Mitglied im Strategiekreis der Plattform Industrie 4.0 der Bundesregierung sowie stellvertretender Vorsitzender des Lenkungskreises der Allianz Industrie 4.0 BW. Er ist Autor und Herausgeber zahlreicher Bücher u. a. zur Wandlungsfähigkeit in der Produktion, zu Industrie 4.0 und dem Management in der Produktion.

## Privates
Thomas Bauernhansl ist verheiratet und hat ein Kind.

## Arbeitsgebiete
- Personalisierte Produktion
- Fabrikorganisation
- Holistische Fabrik
- Nachhaltige Produktion
- Digitale Produktion
- Globalisierungsstrategien
- Fabrikbetriebslehre
- Fertigungslehre
- Industrie 4.0[2]

## Veröffentlichungen
- Publikationen von Bauernhansl

## Ehrungen
- Borchers-Plakette der RWTH Aachen für „Dissertation mit Auszeichnung“